# Unterseeboot 540
L'Unterseeboot 540 (ou U-540) était un sous-marin allemand utilisé par la Kriegsmarine pendant la Seconde Guerre mondiale

## Historique
Après sa formation à Stettin en Pologne au sein de la 4. Unterseebootsflottille jusqu'au 31 janvier 1943, l'U-540 est affecté dans une formation de combat à la base sous-marine de Lorient en France dans la 10. Unterseebootsflottille.
L'U-540 est coulé le 17 octobre 1943 dans l'Atlantique nord à l'est du Cap Farvel au Groenland, à la position géographique de 58° 38′ N, 31° 56′ O, par des charges de profondeur lancées par 2 bombardiers britanniques Consolidated B-24 Liberator de l'escadrille Sqdn 59/D et 120/H.
 
Les 55 hommes d'équipage meurent dans cette attaque.

## Affectations successives
- 4. Unterseebootsflottille du 10 mars 1943 au 30 septembre 1943
- 10. Unterseebootsflottille du  1er octobre 1943 au 17 octobre 1943

## Commandement
- Kapitänleutnant Lorenz Kasch du 10 mars 1943 au 17 octobre 1943

## Navires coulés
L'U-540 n'a, ni coulé, ni endommagé de navire au cours de son unique patrouille.

## Sources
- (en) U-540 sur Uboat.net